# Odescalchi Miklós
Herceg Odescalchi Miklós (Tuzsér, 1902. május 6. – Sopronkőhida, 1945. január 30.) magyar pilóta, őrnagy.

## Élete, munkássága
Édesapja Odescalchi Jenő Zoárd, édesanyja Lónyay Pálma, testvére Margit.
Odescalchi Miklós – Niki herceg, ahogy becézték – 1920 júniusában érettségizett a nyíregyházi evangélikus főgimnáziumban. Nagymamája, Forgách Margit és szülei nevelőnőket, házitanítókat fogadtak mellé, és húga, Margit mellé, akiktől megtanulták az arisztokrata élet törvényeit, írott és íratlan szabályait. Miklóst három tanító oktatta. Dietrich Gyula, Egyedy László (korábban katolikus pap volt, később a herceg titkára lett), és Bay Jeromos vívó és tornamester. Franciául, németül, angolul és csehül tudott, szerette a sportot, szépirodalmat is szívesen olvasott, és táncolt. Vidám, jókedvű társasági ember, amellett a vakmerőségig bátor, önfejű és makacs. 1922–23-ban töltötte le egyéves önkéntesi évét a nyíregyházi huszárezredben. Nem igazán kedvelte a szabályokat, a kötöttségeket, s ez is az oka annak, hogy karpaszományos tizedesként szerelt le, amiért sokszor volt kénytelen eltűrni barátai ugratásait. Példaképe egyrészt apja volt, aki bátorságra, edzettségre, fizikai fájdalom tűrésre, határozott férfias viselkedésre nevelte, másrészt II. Rákóczi Ferenc, akinek emlékét nagy tekintély övezte a családban.
Leszerelése után rendszeresen sportolt, külföldön is ért el helyezéseket. 1928–29-ben két országos bajnokságon is első lett díjugratásban. Az 1930-as években ő is az akkor az úri társaság egyik kedvenc sportjával, a repüléssel barátkozott. A budaörsi repülőtéren, magánúton letett vizsgái után vett egy kétüléses Junkers Junior (Junkers A50) sportrepülőgépet, melyet a tuzséri Nagyerdőn épített hangárban tartott.
A bohém, szertelen ifjú hajmeresztő mutatványairól országszerte beszéltek. Vele egykorú falusi játszótársai mesélték: Miklósnak volt egy piros kocsija. Ha jött és hallották, az országút közelébe sem mertek menni. A legelőn volt repülőtér, s ha leszállt, összecsukta a gép szárnyait, és két nagy ökör behúzta a gépet a hangárba. Olyan alacsonyan szállt a géppel, hogy levitte a kéményeket, szétszalasztotta az aratókat, felborította a kévéket. Nem haragudtak rá az emberek, megszokták a szeszélyeit. Ezekhez a ma már szépre színezett történetekhez azonban az is hozzátartozik, hogy 1938. október 10-én Nyíregyháza és Debrecen között halálra gázolta Varga Gábor 45 éves cipészt. A bíróság kimondta bűnösségét, és kétezer pengő büntetésre ítélték.
Háromszor nősült. Első felesége, Lüttwitz Irma bárónő híres szépség volt, de vagyontalan és kilenc évvel idősebb az akkor még csak a húszas éveit taposó hercegnél. A romantikusnak induló házasság válással végződött. A második feleségtől, a német-amerikai Gordon Tietgens Virginiától, Gini hercegnőtől két gyermeke született, Margit (Baby) 1929. április 25-én és Pál Gábor 1932. február 20-án. Virginia 1944. február 10-én betegségben meghalt Magyarországon, lánya május 29-én öngyilkos lett. Harmadik felesége bonyhádi Perczel Erzsébet, akit 1944 tavaszán-kora nyáron vehetett el feleségül. Erzsébet július elejétől fogházőrizetben volt, majd 1947-ben elhagyta az országot, és Ausztrián keresztül Új-Zélandba, Aucklandba ment, ma is ott él.

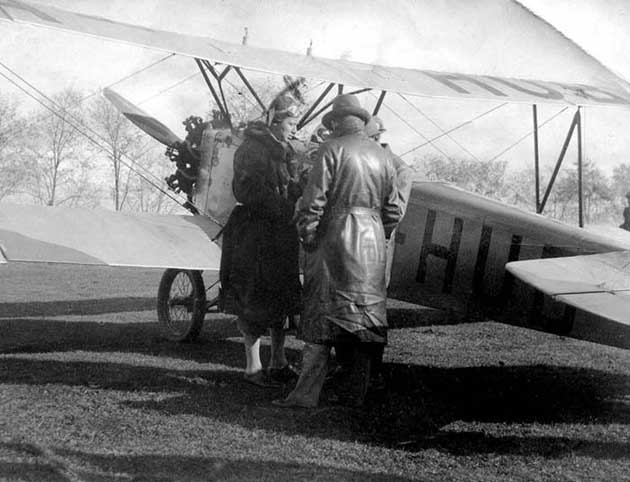
Odescalchi repülőgépe

## Katonai pályája, halála
Niki herceg hasonlóképpen lett tartalékos repülőtiszt, mint vitéz nagybányai Horthy István, a kormányzóhelyettes. Viszonylag sokat repült könnyű, egymotoros gépeken, gyakorlóidejét vadászgépeken töltötte, de nem volt a rossz időjárási viszonyok közepette is repülni tudó, többmotoros gépekre is kiképzett pilóta.
1940-ben behívták a légierőhöz, és mint tartalékos, további repülőkiképzésen vett részt. Ekkor kapta tartalékos hadnagyi rendfokozatát Nyíregyházán. A légierő azonban nem vette át a hivatásos állományba, a parancsnokság kereken elutasította, hogy frontszolgálatot teljesítsen, ezt életkorával és kevés harctéri tapasztalatával indokolták.
1944 elején a pilótahiány miatt aztán mégis behívták, és Ferihegyen átképezték a Me 210 gyorsbombázó vezetésére. Májusban Nyíregyházára vezényelték a felállítandó 102/1. gyorsbombázó repülő századhoz. Május 6-án az alakulat a hajdúböszörményi tábori repülőtérre települt át.
Nem szerette a németeket, gyűlölte és megvetette az SS-t. 1944 májusában szerzett egy Budapest–Milánó útvonalat ábrázoló légiforgalmi térképet. 1944 június elején Budapesten közölte a térkép tulajdonosával, hogy korábban már át akart menni a szövetségesekhez, de Pécs környékén felhőbe került, és hazatért. Annyira provokáló jellegűnek tűntek kijelentései, hogy társai ezeket jelentették Háry Lászlónak, a Horthy Miklós Nemzeti Repülő Alap elnökének, aki viszont már régen kapcsolatban állt Tost Gyula repülő vezérkari őrnaggyal, a kormányzó szárnysegédjével, illetve rajta keresztül a Kiugrási Irodával.
Társai és barátai mindent megtettek, hogy biztonsági okokból megakadályozzák az átrepülést, mert ez fenyegetni látszott gróf Bethlen István tervezett kirepülését a szövetségesekhez. Háry László nyugállományú vezérőrnagy azon a napon már nem tudott intézkedni, másnap reggel akarta a kormányzó Katonai Irodáján keresztül elérni, hogy Odescalchit leszereljék és földi beosztásba helyezzék. A herceg még aznap visszarepült Nyíregyházára, este vacsorát adott, reggel (június 4-én, vagy 13-án – a dátum a mai napig nem biztos) pedig gyakorlórepülésre indult a böszörményi repülőtérről a 102/1. (Sas) gyorsbombázó század egyik Me 210Ca–1-es kétüléses gépével. Társának, Bajusz (Bajsz) Ferenc szakaszvezető, rádiós-lövésznek is csak a levegőben árulta el a tervét, hogy a szövetségesekhez mennek. Mivel nem tért vissza, balesetre gyanakodva kiadták a körözést.
Június 14-én a VKF–2, a katonai elhárítás emberei letartóztatták a vacsora résztvevőit, házkutatások során megtalálták a térképet is. Húgát június 14-én, Jobbágyiban tartóztatták le, Debrecenben volt őrizetben kereken száz napig. A többieket Budapestre, a Sváb-hegyi Gestapo-központba vitték.
Odescalchi Miklos és társa téves navigáció és némi ellenszél miatt ezerhatszáz kilométeres repülőút után Olaszországban, a német zónában landolt. Ott azt adták elő, hogy amerikaiakat üldöztek, és a Balkán felett sűrű felhőbe kerültek, majd eltévedtek. Ezt a magyarázatot a repülőtér személyzete elfogadta, és meghívta őket ebédre, ahol viszont ott ült a repülők meteorológusa is, aki sehogy sem értette, hogy hogyan lehet a Balkán fölött olyan esőfront, amelyről ő nem tud. Távirati kérdést intézett a német Luftflotte 4 törzséhez, onnan viszont már a szökésről tudósító távirat érkezett.
A Gestapo azonnal letartóztatta őket. Sokáig Bécsben voltak őrizetben, majd 1945. január 17-én Sopronkőhidára szállították a két férfit. Január 20-án állt Dominich Vilmos hadbíró őrnagy tanácsa elé Odescalchi, ahol útjáról semmilyen információt nem volt hajlandó adni. Másnap reggel fél nyolckor hirdették ki a halálos ítéletet, és minden régi szokást felrúgva még aznap délelőtt tíz órakor felakasztották. Szemtanúk szerint utolsó szavai ezek voltak: „Nem fogtok szégyent vallani velem!”
Azt rótták fel bűnéül, hogy repülésével előkészítette volna a későbbi, már a kiugrást szolgáló repülőutakat. Német nyomásra a bíróság a legsúlyosabb ítéletet mondta ki, és azt azonnal végrehajtották. „Célja az volt, hogy kivonja magát a hadra kelt seregnél való szolgálat teljesítése alól. A hadviselés érdekeit már előző magatartásával is nagymértékben veszélyeztette. Környezetében állandóan megrendíteni igyekezett a győzelmünkbe vetett hitet és minden alkalommal hangsúlyozta ellenségeink biztos győzelmét. Az ítélettel és kivégzéssel az arisztokráciának egy súlyosan megtévedt tagja vette el méltó büntetését” – kommentálta a történéseket a nyilas sajtó.
Harmadik feleségét 1944. július 7-én tartóztatták le, és Budapestre, a Fő utcai katonai fogházba vitték, innen a börtönök kiürítésekor Bécsbe, onnan Sopronkőhidára, ahol végül szabadlábra helyezték. Ekkor még – az ítélethozatal előtt – két őr jelenlétében tízperces beszélgetést engedélyeztek számára férjével. A kivégzésről a börtön plébánosa értesítette az egyik közeli faluban tartózkodó asszonyt.

## Utóélete
A háború után Vörös János honvédelmi miniszter Odescalchi Miklóst post mortem őrnaggyá léptette elő, átvették hivatásos állományba, hogy özvegye nyugdíjat, Pál fia árvaellátást kapjon. 1945. december közepén Budapesten a ferencesek templomában gyászszertartást tartottak a vértanú emlékére, 1946. március 20-án pedig holttestét a menetrend szerinti vonattal, külön kocsiban hozták Tuzsérra, s még aznap délután két órakor katonai pompával temették el a kastélykertben lévő családi sírkertben. A honvédelmi miniszter képviseletében Czebe Jenő vezérkari alezredes jelent meg, a debreceni VI. honvédkerülettől Nagy Gyula ezredes, a nyíregyházi honvéd kiegészítő parancsnokság parancsnoka vett részt a szertartáson.